# Morgenrood (roman)
Morgenrood (Engels:Breaking Dawn) is het vierde boek uit de serie Twilight, geschreven door Stephenie Meyer.
Het boek wordt voorafgegaan door Twilight, Nieuwe Maan (New Moon) en Eclips (Eclipse).
Het boek is ook in drie delen verdeeld: 
- Deel 1 Bella
- Deel 2 Jacob
- Deel 3 Bella

## Inhoud
Het boek Morgenrood gaat verder met het verhaal tussen Isabella "Bella" Swan en haar grote liefde Edward Cullen, een vampier.
Het begint met de prachtige bruiloft van Edward en Bella, geregeld door Alice. Maar zelfs dan mist Bella Jacob en blijft aan hem denken. Op hun huwelijksreis naar  het eiland Isle Esmé, een geschenk van Carlisle aan Esmé, komt Edward zijn belofte na. Na de eerste keer vrijen staat Bella vol blauwe plekken wat voor ruzie zorgt tussen de tortelduifjes, maar Bella weet Edward ervan te overtuigen om het nog een keer over te doen. Edward wil het kindje laten weghalen, maar Bella wil het houden. Hiervoor roept ze de hulp in van Rosalie. Tijdens de zwangerschap hoort Edward echter de gedachten van hun baby en beseft dat het al van hen houdt. 
Tijdens de zwangerschap maakt Jacob zijn eigen weerwolvenroedel omdat hij de eigenlijke Alfawolf is. Leah en Seth gaan met hem mee, en ze gaan vaak bij Bella langs. De baby zuigt het leven uit Bella, en daarom moet ze bloed drinken. Iedereen denkt dat ze het heel vies vindt, maar eigenlijk vindt ze het best lekker. Na een zwangerschap vol complicaties, brengt Bella hun kindje ter wereld. Maar omdat Bella tijdens de geboorte bijna doodbloedde, heeft Edward zijn gif in haar hart gespoten om haar te redden. Hun dochtertje, Renesmee, beter bekend als Nessie kan overleven op zowel bloed als menselijk voedsel. Ze heeft een voorkeur voor mensenbloed maar kan ook van dierenbloed leven. Ze is een kruising tussen vampier en mens. Ze is alleen niet giftig. Doordat ze een half-om-half is groeit ze heel snel en iedereen is bang dat ze maar een paar jaar te leven heeft (ongeveer 17).
Als Bella 2 dagen na de bevalling ontwaakt is ze een vampier. Ze leert haar dorst naar mensenbloed kennen, haar nieuwe zintuigen...
Ze leert haar drang naar nog meer Edward kennen, en zij zijn alle twee blij dat niks ze meer tegenhoudt. 
Met haar gevecht tegen haar bloeddorst heeft ze weinig problemen. Ze wordt door sommigen omschreven als 'geboren om een vampier te zijn'. Eerst denken Carlisle en Edward dat het haar gave is, echter, later komt ze te weten dat ze een andere gave heeft: ze wordt omschreven als een 'schild'. Dat wil zeggen dat ze zich mentaal kan beschermen: Edward kan haar gedachten niet lezen, Jane - een vampier van de Volturi - kan haar geen pijn laten voelen. Ze controleert en beschermt haar gedachten dus zelf. Dit schild kan ze ook over anderen uitspreiden om hen dus ook te beschermen. 
Ondanks dat Jacob en Bella nu natuurlijke vijanden zijn (weerwolf - vampier) blijven ze goede vrienden. Uiteindelijk komt ook aan het licht welke rol Jacob Black speelt in Bella's leven. Jacob is ingeprent met Renesmee, dit betekent dat hij en Nessie zielsverwanten zijn. Bella is hier in het begin niet echt blij mee. 
Maar wanneer Bella, Jacob en Renesmee aan het jagen zijn, ziet Irina -een vampier van de Denali-clan uit het noorden- hen. Zij denkt dat Renesmee een onsterfelijk kind is (een kind gebeten door een vampier). Daarom gaat ze de Volturi waarschuwen, want onsterfelijke kinderen zijn verboden (ze zouden het geheim niet kunnen bewaren, omdat ze zichzelf niet verborgen houden). De Volturi gelooft Irina echter en besluiten Renesmee te doden. 
Alice 'ziet' dit en neemt haar voorzorgen: ze vertrekt samen met Jasper en geeft aan iedereen de boodschap om getuigen te gaan zoeken maar ze laat ook een naam en adres achter voor Bella (de anderen weten hier niks van). Zelf gaat ze op zoek naar andere kinderen zoals Renesmee en zo vindt ze Nahuel en Huilen (de tante van Nahuel, ze is een vampier, gebeten door Nahuel). Nahuel is ook een halfmens-halfvampier, zoals Renesmee, maar hij is wel giftig. De Cullens hebben ondertussen verdriet om het vertrek, maar ze trommelen iedereen op om te komen getuigen. Als de Volturi arriveren draait het bijna uit op een gevecht, maar de Cullens en kennissen kunnen  de Volturi ervan overtuigen dat Renesmee geen gevaar vormt. Maar de Volturi zijn slim en het komt bijna tot een strijd als de Volturi Irina vermoorden. Uiteindelijk komt Alice terug met Nahuel en Huilen en zij getuigen dat ze geen gevaar vormen voor de vampier samenleving. Hierop trekken de Volturi terug naar Volterra.
Ook wordt duidelijk dat Renesmee onsterfelijk is.
Na alle overwonnen gevaren kan Bella nu eindelijk genieten van haar geliefde en haar kind. 
Ook heeft Bella nog een verrassing voor Edward: ze kan haar 'schild' af doen en zo kan Edward haar gedachten horen. Zo komt hij erachter hoeveel Bella van hem houdt.

## Kaft
Op de kaft van Morgenrood zien we twee stukken op een schaakbord. Een pion en een koningin. De afbeelding refereert aan het leven van Bella doorheen de hele Twilight serie. Ze begint dus als een pion, het zwakste stuk op het schaakbord maar groeit later uit tot de koningin, het machtigste stuk op het schaakbord. De pion is rood, omdat ze nog bloed heeft als ze mens is.  Maar als je eenmaal vampier wordt, wordt al je bloed en spieren vervangen door diamanten en kristal. Ze eindigt dus als vampier.
Het schaakbord staat voor de strijd met de Volturi die vooral tactisch gestreden wordt.

## Titel
De titel wijst op het aanbreken van de morgen wanneer Bella voor het eerst wakker wordt in haar nieuwe lichaam. Ook symboliseert het de nieuwe morgen waarop Bella voor het eerst Renesmee voelt. Oftewel: voor een nieuw leven.

## Verfilming
Net als de andere boeken uit de Twilightreeks wordt Morgenrood verfilmd. De eerste film werd uitgebracht in 2011, de tweede is 14 november 2012 uitgekomen.